# Латеральний крилоподібний м'яз
Латеральний крилоподібний м'яз (лат. musculus pterygoideus lateralis) — один із жувальних м'язів.

## Початок і прикріплення
М'яз складається з двох (верхньої та нижньої) голівок, які мають певні відмінності у своєму початку:
- верхня голівка розпочинається від верхньощелепної поверхні та підскроневого горбка клиноподібної кістки
- нижня голівка розпочинається від бічної пластинки крилоподібного відростка клиноподібної кістки

Обидві голівки формують один м'яз, який кріпиться до крилоподібної ямки та шийки нижньої щелепи і капсули скронево-нижньощелепного суглоба.

## Функція
М'яз відповідає за акт жування. При однобічному скороченні щелепа зміщується в протилежну сторону, при двобічному — висувається вперед. При цих рухах натягується капсула скронево-нижньощелепного суглоба.

## Кровопостачання та іннервація
М'яз живиться від лицевої та верхньощелепної артерій. Іннервація забезпечується латеральним крилоподібним нервом — гілочкою нижньощелепного нерва, який в свою чергу є гілкою трійчастого нерва.